# Liste der Auszeichnungen von Exo

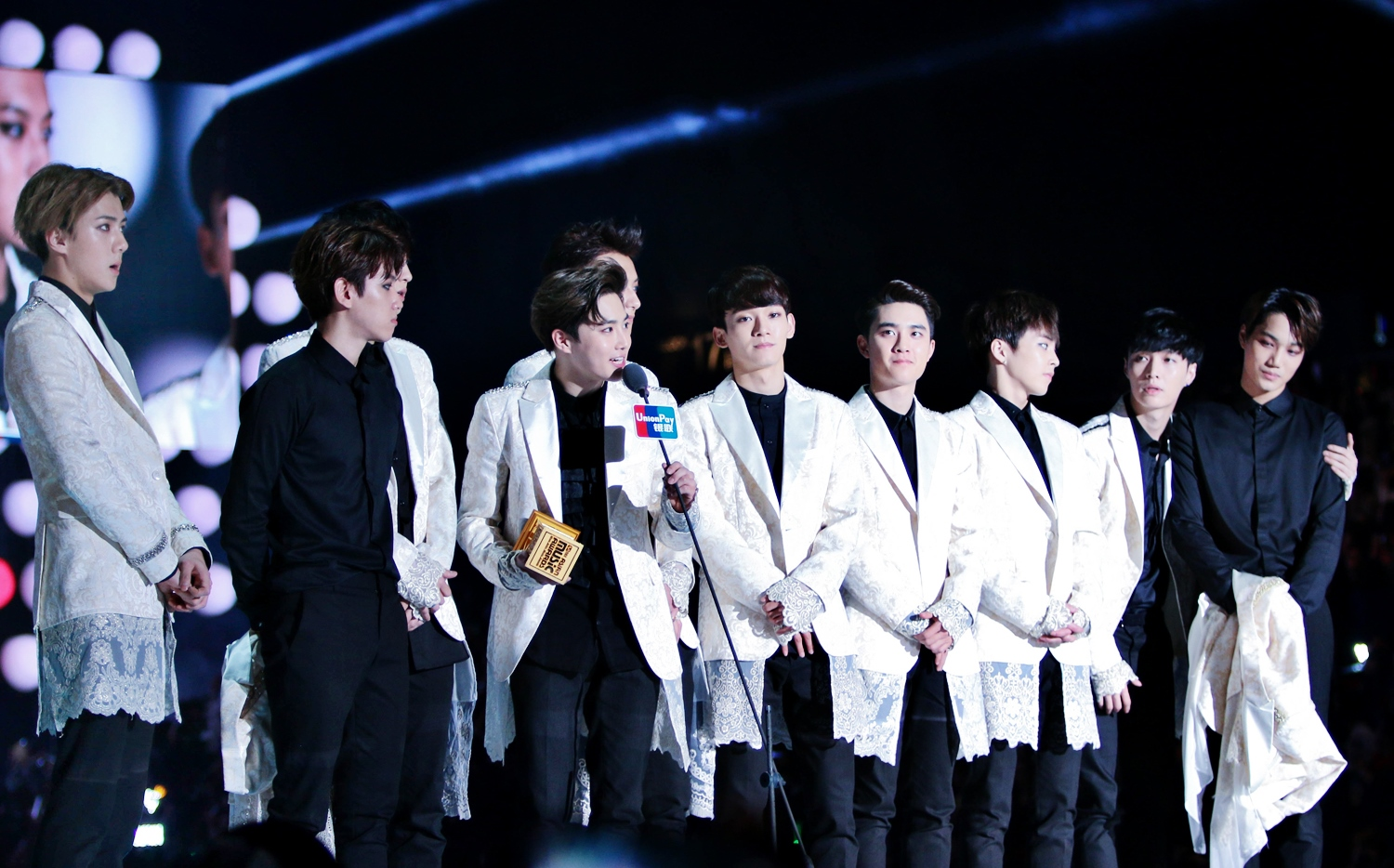
Exo bei den Mnet Asian Music Awards, 3. Dezember 2014

Dies ist eine Liste der Auszeichnungen und Nominierungen der koreanisch-chinesische Boygroup Exo, die 2012 von dem Label SM Entertainment gegründet wurde. Exo wurde für 193 Preise nominiert und gewann davon 126.

## Asia Artist Awards
| Jahr | Empfänger | Nominierung | Preis                     | Ergebnis | Ref.  |
| ---- | --------- | ----------- | ------------------------- | -------- | ----- |
| 2016 | EXO       | EXO         | Daesang Award (Singer)    | Gewonnen | [ 1 ] |
| 2016 | EXO       | EXO         | Asia Star Award           | Gewonnen | [ 1 ] |
| 2016 | EXO       | EXO         | Popularity Award (Singer) | Gewonnen | [ 1 ] |
| 2016 | EXO       | EXO         | Baidu Star Award          | Gewonnen | [ 1 ] |
| 2017 | EXO       | EXO         | Daesang Award             | Gewonnen | [ 2 ] |
| 2017 | EXO       | EXO         | Popularity Award (Singer) | Gewonnen | [ 2 ] |
| 2017 | EXO       | EXO         | Fabulous Award            | Gewonnen | [ 2 ] |

## Golden Disc Awards
| Jahr | Empfänger | Nominierung  | Preis                    | Ergebnis  | Ref.        |
| ---- | --------- | ------------ | ------------------------ | --------- | ----------- |
| 2013 | EXO-K     | EXO-K        | Newcomer Award           | Gewonnen  | [ 3 ]       |
| 2013 | EXO-K     | EXO-K        | Popularity Award         | Nominiert | [ 3 ]       |
| 2013 | EXO-K     | Mama         | Disk Bonsang             | Nominiert | [ 3 ]       |
| 2014 | EXO       | EXO          | Popularity Award         | Nominiert | [ 4 ]       |
| 2014 | EXO       | Growl        | Digital Bonsang          | Nominiert | [ 4 ]       |
| 2014 | EXO       | XOXO         | Disk Bonsang             | Gewonnen  | [ 4 ]       |
| 2014 | EXO       | XOXO         | Disk Daesang             | Gewonnen  | [ 4 ]       |
| 2015 | EXO       | Overdose     | Disk Bonsang             | Gewonnen  | [ 5 ]       |
| 2015 | EXO       | Overdose     | Disk Daesang             | Gewonnen  | [ 5 ]       |
| 2015 | EXO       | Overdose     | Digital Bonsang          | Nominiert | [ 5 ]       |
| 2016 | EXO       | EXO          | Popularity Award         | Nominiert | [ 6 ]       |
| 2016 | EXO       | EXO          | Global Popularity Award  | Gewonnen  | [ 6 ]       |
| 2016 | EXO       | EXODUS       | Disk Bonsang             | Gewonnen  | [ 6 ]       |
| 2016 | EXO       | EXODUS       | Disk Daesang             | Gewonnen  | [ 6 ]       |
| 2016 | EXO       | Call Me Baby | Digital Bonsang          | Nominiert | [ 6 ]       |
| 2017 | EXO       | EXO          | Popularity Award         | Nominiert | [ 7 ]       |
| 2017 | EXO       | EXO          | Golden Disc Asian Choice | Nominiert | [ 7 ]       |
| 2017 | EXO       | EXO          | Ceci Asia Icon Award     | Gewonnen  | [ 7 ]       |
| 2017 | EXO       | EX'Act       | Disk Bonsang             | Gewonnen  | [ 7 ]       |
| 2017 | EXO       | EX'Act       | Disk Daesang             | Gewonnen  | [ 7 ]       |
| 2017 | EXO       | Monster      | Digital Bonsang          | Nominiert | [ 7 ]       |
| 2018 | EXO       | EXO          | Disk Bonsang             | Gewonnen  | [ 8 ] [ 9 ] |
| 2018 | EXO       | EXO          | Global Popular Artist    | Gewonnen  | [ 8 ] [ 9 ] |

## Korean Music Awards
| Jahr | Empfänger | Nominierung | Preis                                      | Ergebnis  | Ref.   |
| ---- | --------- | ----------- | ------------------------------------------ | --------- | ------ |
| 2013 | EXO       | EXO         | Rookie of the Year                         | Nominiert | [ 10 ] |
| 2014 | EXO       | EXO         | Group Musician of the Year by Netizen Vote | Gewonnen  | [ 10 ] |
| 2014 | EXO       | Growl       | Song of the Year                           | Nominiert | [ 10 ] |
| 2014 | EXO       | Growl       | Best Dance & Electronic Song               | Gewonnen  | [ 10 ] |

## Melon Music Awards
| Jahr | Empfänger | Nominierung  | Preis                    | Ergebnis  | Ref.          |
| ---- | --------- | ------------ | ------------------------ | --------- | ------------- |
| 2012 | EXO-K     | EXO          | Global Star Award        | Nominiert | [ 11 ]        |
| 2013 | EXO       | EXO          | Global Star Award        | Nominiert | [ 12 ]        |
| 2013 | EXO       | EXO          | Artist of the Year       | Gewonnen  | [ 12 ]        |
| 2013 | EXO       | EXO          | Netizen Popularity Award | Gewonnen  | [ 12 ]        |
| 2013 | EXO       | EXO          | Top 10 Artists           | Gewonnen  | [ 12 ]        |
| 2013 | EXO       | XOXO         | Album of the Year        | Nominiert | [ 12 ]        |
| 2013 | EXO       | Growl        | Song of the Year         | Gewonnen  | [ 12 ]        |
| 2013 | EXO       | Growl        | Music Video Award        | Nominiert | [ 12 ]        |
| 2014 | EXO       | EXO          | Artist of the Year       | Nominiert | [ 13 ]        |
| 2014 | EXO       | EXO          | Top 10 Artists           | Gewonnen  | [ 13 ]        |
| 2014 | EXO       | Overdose     | Album of the Year        | Nominiert | [ 13 ]        |
| 2015 | EXO       | EXO          | Artist of the Year       | Nominiert |               |
| 2015 | EXO       | EXO          | Top 10 Artists           | Gewonnen  |               |
| 2015 | EXO       | EXO          | Netizen Popularity Award | Nominiert |               |
| 2015 | EXO       | EXODUS       | Album of the Year        | Gewonnen  |               |
| 2015 | EXO       | Call Me Baby | Song of the Year         | Nominiert |               |
| 2016 | EXO       | EXO          | Artist of the Year       | Gewonnen  | [ 14 ]        |
| 2016 | EXO       | EXO          | Top 10 Artists           | Gewonnen  | [ 14 ]        |
| 2016 | EXO       | EXO          | Netizen Popularity Award | Gewonnen  | [ 14 ]        |
| 2016 | EXO       | EXO          | Kakao Hot Star Award     | Gewonnen  | [ 14 ]        |
| 2016 | EXO       | Ex'Act       | Album of the Year        | Nominiert | [ 14 ]        |
| 2016 | EXO       | Monster      | Best Male Dance          | Gewonnen  | [ 14 ]        |
| 2017 | EXO       | EXO          | Top 10 Artists           | Gewonnen  | [ 15 ] [ 16 ] |
| 2017 | EXO       | EXO          | Netizen Choice Award     | Gewonnen  | [ 15 ] [ 16 ] |
| 2017 | EXO       | EXO          | Artist of the Year       | Gewonnen  | [ 15 ] [ 16 ] |
| 2017 | EXO       | EXO          | Kakao Hot Star Award     | Nominiert | [ 15 ] [ 16 ] |
| 2017 | EXO       | Ko Ko Bop    | Best Dance               | Gewonnen  | [ 15 ] [ 16 ] |
| 2017 | EXO       | Ko Ko Bop    | Song of the Year         | Nominiert | [ 15 ] [ 16 ] |
| 2017 | EXO       | The War      | Album of the Year        | Nominiert | [ 15 ] [ 16 ] |

### Melon Popularity Award
| Jahr | Empfänger      | Datum         |
| ---- | -------------- | ------------- |
| 2015 | „Sing For You“ | 21. Dezember  |
| 2015 | „Sing For You“ | 28. Dezember  |
| 2016 | „Sing For You“ | 4. Januar     |
| 2016 | „Sing For You“ | 11. Januar    |
| 2016 | „Sing For You“ | 18. Januar    |
| 2016 | „Monster“      | 20. Juni      |
| 2016 | „Monster“      | 27. Juni      |
| 2016 | „Lotto“        | 29. August    |
| 2016 | „Lotto“        | 5. September  |
| 2016 | „Lotto“        | 12. September |
| 2016 | „Dancing King“ | 26. September |
| 2016 | „Dancing King“ | 3. Oktober    |
| 2017 | „Ko Ko Bop“    | 31. Juli      |
| 2017 | „Ko Ko Bop“    | 7. August     |
| 2017 | „Ko Ko Bop“    | 14. August    |
| 2017 | „Ko Ko Bop“    | 21. August    |
| 2017 | „Ko Ko Bop“    | 28. August    |
| 2017 | „Power“        | 18. September |

## Mnet Asian Music Awards
| Jahr | Empfänger | Nominierung  | Preis                                  | Ergebnis  | Ref.                 |
| ---- | --------- | ------------ | -------------------------------------- | --------- | -------------------- |
| 2012 | EXO-K     | EXO          | Artist of the Year                     | Nominiert | [ 17 ] [ 18 ] [ 19 ] |
| 2012 | EXO-K     | EXO          | Best New Male Artist                   | Nominiert | [ 17 ] [ 18 ] [ 19 ] |
| 2012 | EXO       | EXO          | Best New Asian Artist Group            | Gewonnen  | [ 17 ] [ 18 ] [ 19 ] |
| 2013 | EXO       | Growl        | Best Dance Performance Male Group      | Nominiert | [ 20 ]               |
| 2013 | EXO       | EXO          | Best Male Group                        | Nominiert | [ 20 ]               |
| 2013 | EXO       | EXO          | BC – UnionPay Artist of the Year       | Nominiert | [ 20 ]               |
| 2013 | EXO       | XOXO         | BC – UnionPay Album of the Year        | Gewonnen  | [ 20 ]               |
| 2013 | EXO       | Growl        | BC – UnionPay Song of the Year         | Nominiert | [ 20 ]               |
| 2014 | EXO       | EXO          | Best Asian Style Award                 | Gewonnen  | [ 21 ]               |
| 2014 | EXO       | Overdose     | Best Dance Performance Male Group      | Nominiert | [ 21 ]               |
| 2014 | EXO       | EXO          | Best Male Group                        | Gewonnen  | [ 21 ]               |
| 2014 | EXO       | EXO          | UnionPay Artist of the Year in Asia    | Gewonnen  | [ 21 ]               |
| 2014 | EXO       | Overdose     | UnionPay Song of the Year              | Nominiert | [ 21 ]               |
| 2014 | EXO       | Overdose     | UnionPay Album of the Year             | Gewonnen  | [ 21 ]               |
| 2015 | EXO       | EXO          | Best Male Group                        | Gewonnen  |                      |
| 2015 | EXO       | Call Me Baby | Best Dance Performance Male Group      | Nominiert |                      |
| 2015 | EXO       | EXO          | Weibo – Global Fan's Choice Male Group | Gewonnen  |                      |
| 2015 | EXO       | EXO          | iQiyi – Worldwide Favourite Artist     | Nominiert |                      |
| 2015 | EXO       | EXO          | Best Asian Style Award                 | Gewonnen  |                      |
| 2015 | EXO       | EXO          | UnionPay Artist of the Year            | Nominiert |                      |
| 2015 | EXO       | Call Me Baby | UnionPay Song of the Year              | Nominiert |                      |
| 2015 | EXO       | EXODUS       | UnionPay Album of the Year             | Gewonnen  |                      |
| 2016 | EXO       | EXO          | Best Male Group                        | Gewonnen  | [ 22 ]               |
| 2016 | EXO       | Monster      | Best Dance Performance Male Group      | Nominiert | [ 22 ]               |
| 2016 | EXO       | EXO          | iQiyi – Worldwide Favourite Artist     | Nominiert | [ 22 ]               |
| 2016 | EXO       | EXO          | Best Asian Style Award                 | Gewonnen  | [ 22 ]               |
| 2016 | EXO       | EXO          | HotelsCombined – Artist of the Year    | Nominiert | [ 22 ]               |
| 2016 | EXO       | Ex'Act       | HotelsCombined – Album of the Year     | Gewonnen  | [ 22 ]               |
| 2016 | EXO       | Monster      | HotelsCombined – Song of the Year      | Gewonnen  | [ 22 ]               |
| 2017 | EXO       | EXO          | Best Male Group                        | Nominiert | [ 23 ]               |
| 2017 | EXO       | EXO          | Qoo10 – Artist of the Year             | Nominiert | [ 23 ]               |
| 2017 | EXO       | EXO          | Mwave Global Fans Choice               | Gewonnen  | [ 23 ]               |
| 2017 | EXO       | Ko Ko Bop    | Qoo10 – Song of the Year               | Nominiert | [ 23 ]               |
| 2017 | EXO       | Ko Ko Bop    | Best Dance Performance Male Group      | Nominiert | [ 23 ]               |
| 2017 | EXO       | The War      | Qoo10 Album of the Year                | Gewonnen  | [ 23 ]               |
| 2017 | EXO       | Power        | Best Music Video                       | Nominiert | [ 23 ]               |
| 2017 | EXO-CBX   | EXO-CBX      | Best Asian Style in Japan              | Gewonnen  | [ 23 ]               |

## Japan Gold Disc Award
| Jahr | Empfänger | Nominierung | Preis                          | Ergebnis | Ref.   |
| ---- | --------- | ----------- | ------------------------------ | -------- | ------ |
| 2016 | EXO       | EXO         | New Artist of the Year (Asian) | Gewonnen | [ 24 ] |
| 2016 | EXO       | EXO         | Best 3 New Artists             | Gewonnen | [ 24 ] |

## Gaon Chart Music Awards
| Jahr | Empfänger | Nominierung                 | Preis                                    | Ergebnis  | Ref.   |
| ---- | --------- | --------------------------- | ---------------------------------------- | --------- | ------ |
| 2013 | EXO       | EXO                         | Popularity Award                         | Gewonnen  | [ 25 ] |
| 2013 | EXO       | XOXO                        | Artist of the Year (Album) – 3rd Quarter | Gewonnen  | [ 25 ] |
| 2013 | EXO       | Miracles in December        | Artist of the Year (Album) – 4th Quarter | Gewonnen  | [ 25 ] |
| 2014 | EXO       | EXO                         | Popularity Award                         | Gewonnen  | [ 26 ] |
| 2014 | EXO       | Overdose                    | Artist of the Year (Album) – 2nd Quarter | Gewonnen  | [ 26 ] |
| 2015 | EXO       | EXO                         | Popularity Award                         | Gewonnen  | [ 27 ] |
| 2015 | EXO       | EXODUS                      | Artist of the Year (Album) – 1st Quarter | Gewonnen  | [ 27 ] |
| 2015 | EXO       | Love Me Right               | Artist of the Year (Album) – 2nd Quarter | Gewonnen  | [ 27 ] |
| 2015 | EXO       | Sing For You                | Artist of the Year (Album) – 4th Quarter | Gewonnen  | [ 27 ] |
| 2016 | EXO       | EXO                         | Popularity Award                         | Gewonnen  |        |
| 2016 | EXO       | Ex'Act (Korean Ver.)        | Artist of the Year (Album) – 2nd Quarter | Gewonnen  |        |
| 2016 | EXO       | Ex'Act (Chinese Ver.)       | Artist of the Year (Album) – 2nd Quarter | Nominiert |        |
| 2016 | EXO       | Lotto (Korean Ver.)         | Artist of the Year (Album) – 3rd Quarter | Gewonnen  |        |
| 2016 | EXO       | Lotto (Chinese Ver.)        | Artist of the Year (Album) – 3rd Quarter | Nominiert |        |
| 2016 | EXO       | For Life                    | Artist of the Year (Album) – 4th Quarter | Nominiert |        |
| 2016 | EXO       | Monster                     | Artist of the Year (Digital) – June      | Nominiert |        |
| 2016 | EXO       | Dancing King mit Yoo Jaesuk | Artist of the Year (Digital) – September | Nominiert |        |
| 2018 | EXO       | Ko Ko Bop                   | Artist of the Year (Digital) – July      | Gewonnen  | [ 28 ] |

## Seoul Music Awards
| Jahr | Empfänger | Nominierung | Preis                                 | Ergebnis  | Ref.   |
| ---- | --------- | ----------- | ------------------------------------- | --------- | ------ |
| 2013 | EXO-K     | EXO-K       | New Artist Award                      | Gewonnen  | [ 29 ] |
| 2013 | EXO-K     | EXO-K       | Mobile Popularity Award               | Nominiert | [ 29 ] |
| 2014 | EXO       | EXO         | Bonsang Award                         | Gewonnen  | [ 30 ] |
| 2014 | EXO       | EXO         | Mobile Popularity Award               | Nominiert | [ 30 ] |
| 2014 | EXO       | EXO         | Daesang Award                         | Gewonnen  | [ 30 ] |
| 2014 | EXO       | Growl       | Record of the Year in Digital Release | Gewonnen  | [ 30 ] |
| 2015 | EXO       | EXO         | Bonsang Award                         | Gewonnen  | [ 31 ] |
| 2015 | EXO       | EXO         | Mobile Popularity Award               | Nominiert | [ 31 ] |
| 2015 | EXO       | EXO         | iQiyi Popularity Award                | Gewonnen  | [ 31 ] |
| 2015 | EXO       | EXO         | Daesang Award                         | Gewonnen  | [ 31 ] |
| 2016 | EXO       | EXO         | Bonsang Award                         | Gewonnen  | [ 32 ] |
| 2016 | EXO       | EXO         | Mobile Popularity Award               | Nominiert | [ 32 ] |
| 2016 | EXO       | EXO         | Hallyu Special Award                  | Gewonnen  | [ 32 ] |
| 2016 | EXO       | EXO         | Daesang Award                         | Gewonnen  | [ 32 ] |
| 2016 | EXO       | EXODUS      | Record of the Year in Album Release   | Nominiert | [ 32 ] |
| 2017 | EXO       | EXO         | Bonsang Award                         | Gewonnen  | [ 33 ] |
| 2017 | EXO       | EXO         | Mobile Popularity Award               | Nominiert | [ 33 ] |
| 2017 | EXO       | EXO         | Hallyu Special Award                  | Nominiert | [ 33 ] |
| 2017 | EXO       | EXO         | Fandom School Award                   | Gewonnen  | [ 33 ] |
| 2017 | EXO       | EXO         | Daesang Award                         | Gewonnen  | [ 33 ] |
| 2018 | EXO       | EXO         | Bonsang Award                         | Gewonnen  | [ 34 ] |
| 2018 | EXO       | EXO         | K-Wave Popular Award                  | Gewonnen  | [ 34 ] |
| 2018 | EXO       | EXO         | Fandom School Award                   | Gewonnen  | [ 34 ] |

## Soribada Best K-Music Awards
| Jahr | Empfänger | Nominierung | Preis                       | Ergebnis | Ref.   |
| ---- | --------- | ----------- | --------------------------- | -------- | ------ |
| 2017 | EXO       | EXO         | New Hallyu Popularity Award | Gewonnen | [ 35 ] |
| 2017 | EXO       | EXO         | Bonsang Award               | Gewonnen | [ 35 ] |
| 2017 | EXO       | EXO         | Daesang Award               | Gewonnen | [ 35 ] |

## SBS Awards Festival
| Jahr | Empfänger | Nominierung | Preis           | Ergebnis | Ref.   |
| ---- | --------- | ----------- | --------------- | -------- | ------ |
| 2014 | EXO       | EXO         | Top 10 Artists  | Gewonnen | [ 36 ] |
| 2014 | EXO       | EXO         | Best Male Group | Gewonnen | [ 36 ] |
| 2014 | EXO       | Overdose    | Best Album      | Gewonnen | [ 36 ] |

## KBS Song Festival
| Jahr | Empfänger | Nominierung | Preis            | Ergebnis | Ref.   |
| ---- | --------- | ----------- | ---------------- | -------- | ------ |
| 2013 | EXO       | Growl       | Song of the Year | Gewonnen | [ 37 ] |

## World Music Awards
| Jahr | Empfänger | Nominierung | Preis                              | Ergebnis  | Ref.   |
| ---- | --------- | ----------- | ---------------------------------- | --------- | ------ |
| 2013 | EXO       | EXO         | World’s Best Group                 | Nominiert | [ 38 ] |
| 2013 | EXO       | EXO         | World’s Best Live Act              | Nominiert | [ 38 ] |
| 2013 | EXO       | EXO         | World’s Best Fanbase               | Nominiert | [ 38 ] |
| 2013 | EXO       | EXO         | World’s Best Selling Korean Artist | Gewonnen  | [ 38 ] |
| 2013 | EXO       | Growl       | World’s Best Song                  | Gewonnen  | [ 38 ] |

## Weitere Preise
| Jahr | Empfänger                                   | Nominierung                                       | Preis | Ergebnis  | Ref.   |
| ---- | ------------------------------------------- | ------------------------------------------------- | ----- | --------- | ------ |
| 2012 | Korean Entertainment Art Awards             | Rookie Singer Award                               | EXO-K | Gewonnen  | [ 39 ] |
| 2012 | Arirang's Simply K-Pop Awards               | Super Idol Rookie of the Year                     | EXO-K | Gewonnen  |        |
| 2012 | Tower Record (K-Pop Lovers! Awards)         | Best Rookie of the Year (First-Half)              | EXO   | Gewonnen  | [ 40 ] |
| 2012 | Tower Record (K-Pop Lovers! Awards)         | Best Rookie of 2012                               | EXO   | Gewonnen  |        |
| 2012 | Mengniu Music Billboard Festival            | Best Dressed Award                                | EXO   | Gewonnen  | [ 41 ] |
| 2012 | Mengniu Music Billboard Festival            | Most Popular Group of the Year                    | EXO-M | Gewonnen  | [ 41 ] |
| 2013 | 1st YinYueTai V-Chart Awards                | Mainland China's Most Popular Artist              | EXO-M | Gewonnen  | [ 42 ] |
| 2013 | 1st YinYueTai V-Chart Awards                | Mainland China's Best Rookie Group                | EXO-M | Gewonnen  | [ 42 ] |
| 2013 | 13th Top Chinese Music Awards               | Most Popular Group                                | EXO-M | Gewonnen  | [ 43 ] |
| 2013 | 6th Top Chinese Music Billboard Awards      | Most Popular Group of the Year                    | EXO-M | Gewonnen  |        |
| 2013 | 6th Top Chinese Music Billboard Awards      | Best Group Award                                  | EXO   | Gewonnen  |        |
| 2013 | 2013 Asian Idol Awards                      | Asian Popular Group Award                         | EXO   | Gewonnen  | [ 44 ] |
| 2013 | 1st Hawaii International Music Awards       | Artist of the Year                                | EXO   | Gewonnen  | [ 45 ] |
| 2013 | Asia Young Style Awards                     | Most Popular Group                                | EXO   | Gewonnen  |        |
| 2013 | 6th Style Icon Awards                       | The Syndrome-Causing Rookie Idols                 | EXO   | Nominiert |        |
| 2013 | 2013 MTV Europe Music Awards                | Best Korea Act                                    | EXO   | Gewonnen  | [ 46 ] |
| 2013 | 2013 MTV Europe Music Awards                | Best Japan & Korea Act                            | EXO   | Gewonnen  | [ 46 ] |
| 2013 | 2013 MTV Europe Music Awards                | Worldwide Act                                     | EXO   | Nominiert | [ 46 ] |
| 2013 | 2013 Baidu Music Awards                     | Most Popular Group Award                          | EXO   | Gewonnen  |        |
| 2013 | 2013 SBS MTV Best of the Best               | Best Male Group                                   | EXO   | Nominiert | [ 47 ] |
| 2014 | iF Design Awards                            | Best Packaging Design (XOXO)                      | EXO   | Gewonnen  | [ 48 ] |
| 2014 | iF Design Awards                            | Best Packaging Design (Growl)                     | EXO   | Gewonnen  | [ 48 ] |
| 2014 | iF Design Awards                            | 'Brand Identity' Design                           | EXO   | Nominiert | [ 48 ] |
| 2014 | 2014 Myx Music Awards                       | Favourite K-Pop Video (Wolf)                      | EXO   | Gewonnen  |        |
| 2014 | Korean Entertainment Art Awards             | Group Singer Award                                | EXO   | Gewonnen  |        |
| 2014 | 2nd YinYueTai V-Chart Awards                | Album of the Year — Korea (XOXO)                  | EXO   | Gewonnen  | [ 49 ] |
| 2014 | 26th Korean PD Awards                       | Singer/Performer Award                            | EXO   | Gewonnen  |        |
| 2014 | 18th Chinese Music Awards                   | Asia's Most Influential Group Award               | EXO   | Gewonnen  |        |
| 2014 | 2014 Red Dot Design Awards                  | Communication Design Award Package (MAMA)         | EXO   | Gewonnen  | [ 50 ] |
| 2014 | 2014 Red Dot Design Awards                  | Communication Design Award Package (XOXO)         | EXO   | Gewonnen  | [ 50 ] |
| 2014 | 2014 Korean Popular Culture and Arts Awards | The Ministry of Culture, Sports and Tourism Award | EXO   | Gewonnen  | [ 51 ] |
| 2014 | Japan's Tower Records Chart                 | Best-selling K-pop Album of the Year              | EXO   | Gewonnen  |        |
| 2014 | 8th Miguhui Awards                          | Asia Best Popular Group Award                     | EXO   | Gewonnen  | [ 52 ] |
| 2014 | 8th Miguhui Awards                          | Best Performance Award (Overdose)                 | EXO   | Gewonnen  | [ 52 ] |
| 2014 | 2014 SBS MTV Best of the Best               | Best Male Group                                   | EXO   | Gewonnen  | [ 53 ] |
| 2014 | 2014 SBS MTV Best of the Best               | Best Male Video                                   | EXO   | Gewonnen  | [ 53 ] |
| 2014 | 2014 SBS MTV Best of the Best               | Artist of the Year                                | EXO   | Gewonnen  | [ 53 ] |
| 2014 | 2014 MBC Entertainment Awards               | Popularity Award for Singers                      | EXO   | Gewonnen  |        |
| 2015 | 14th Huading Awards                         | Best International Group Award                    | EXO   | Gewonnen  |        |
| 2015 | 2014 Youku Night                            | Asian Influential Group Award                     | EXO   | Gewonnen  |        |
| 2015 | 2014 Youku Night                            | Hottest Male Group Award                          | EXO   | Gewonnen  |        |
| 2015 | 3rd YinYueTai V-Chart Awards                | Album of the Year — Korea (Overdose)              | EXO   | Gewonnen  | [ 54 ] |
| 2015 | 42nd Korea Broadcasting Awards              | Singer Award                                      | EXO   | Gewonnen  |        |
| 2015 | 2016 iQiyi All-Star Scream Night Carnival   | Asia Most Popular Group Award                     | EXO   | Gewonnen  |        |
| 2015 | MBC Music Show Champion Awards              | Best Champion Songs of 2015 (Call Me Baby)        | EXO   | Gewonnen  | [ 55 ] |
| 2015 | 2015 MBC Entertainment Awards               | Popularity Award for Singers                      | EXO   | Gewonnen  |        |
| 2016 | 16th Top Chinese Music Awards               | Most Popular Overseas Group                       | EXO   | Gewonnen  |        |
| 2016 | 16th Top Chinese Music Awards               | Band of the Year                                  | EXO   | Gewonnen  |        |
| 2016 | 4th YinYueTai V-Chart Awards                | Album of the Year — Korea (EXODUS)                | EXO   | Gewonnen  | [ 56 ] |
| 2016 | 2016 Teen Choice Awards                     | Choice International Artist                       | EXO   | Nominiert | [ 57 ] |
| 2017 | CJ E&M America Awards                       | Best M Countdown Performance (Monster)            | EXO   | Gewonnen  |        |
| 2017 | 2017 V Live Awards                          | Global Artist Top 10                              | EXO   | Gewonnen  | [ 58 ] |
| 2017 | 4th EDaily Culture Awards                   | Top Excellence Award — Concert (The EXO'rDium)    | EXO   | Gewonnen  | [ 59 ] |
| 2017 | 5th YinYueTai V-Chart Awards                | Most Influential Group in Asia                    | EXO   | Gewonnen  | [ 60 ] |
| 2017 | 2017 Teen Choice Awards                     | Choice International Artist                       | EXO   | Nominiert | [ 61 ] |

## Musik Programme

### The Show
| Jahr | Datum     | Lied            |
| ---- | --------- | --------------- |
| 2015 | 28. April | „Call Me Baby“  |
| 2015 | 16. Juni  | „Love Me Right“ |

### Show Champion
| Jahr | Datum         | Lied                   |
| ---- | ------------- | ---------------------- |
| 2013 | 19. Juni      | „Wolf“                 |
| 2013 | 21. August    | „Growl“                |
| 2013 | 28. August    | „Growl“                |
| 2013 | 4. September  | „Growl“                |
| 2013 | 18. Dezember  | „Miracles in December“ |
| 2014 | 14. Mai       | „Overdose“ (EXO-M)     |
| 2015 | 8. April      | „Call Me Baby“         |
| 2015 | 15. April     | „Call Me Baby“         |
| 2015 | 22. April     | „Call Me Baby“         |
| 2015 | 10. Juni      | „Love Me Right“        |
| 2015 | 17. Juni      | „Love Me Right“        |
| 2015 | 24. Juni      | „Love Me Right“        |
| 2016 | 22. Juni      | „Monster“              |
| 2016 | 31. August    | „Lotto“                |
| 2017 | 26. Juli      | „Ko Ko Bop“            |
| 2017 | 2. August     | „Ko Ko Bop“            |
| 2017 | 13. September | „Power“                |

### M! Countdown
| Jahr | Datum         | Lied                   |
| ---- | ------------- | ---------------------- |
| 2013 | 22. August    | „Growl“                |
| 2013 | 29. August    | „Growl“                |
| 2013 | 5. September  | „Growl“                |
| 2013 | 19. Dezember  | „Miracles in December“ |
| 2013 | 26. Dezember  | „Miracles in December“ |
| 2014 | 2. Januar     | „Miracles in December“ |
| 2014 | 15. Mai       | „Overdose“ (EXO-M)     |
| 2014 | 22. Mai       | „Overdose“ (EXO-M)     |
| 2015 | 9. April      | „Call Me Baby“         |
| 2015 | 17. April     | „Call Me Baby“         |
| 2015 | 30. April     | „Call Me Baby“         |
| 2015 | 18. Juni      | „Love Me Right“        |
| 2016 | 16. Juni      | „Monster“              |
| 2016 | 23. Juni      | „Monster“              |
| 2016 | 30. Juni      | „Monster“              |
| 2016 | 25. August    | „Lotto“                |
| 2016 | 1. September  | „Lotto“                |
| 2017 | 27. Juli      | „Ko Ko Bop“            |
| 2017 | 3. August     | „Ko Ko Bop“            |
| 2017 | 10. August    | „Ko Ko Bop“            |
| 2017 | 14. September | „Power“                |

### Music Bank
| Jahr | Datum         | Lied                                 |
| ---- | ------------- | ------------------------------------ |
| 2013 | 14. Juni      | „Wolf“                               |
| 2013 | 16. August    | „Growl“                              |
| 2013 | 23. August    | „Growl“                              |
| 2013 | 20. Dezember  | „Miracles in December“               |
| 2013 | 27. Dezember  | „Miracles in December“               |
| 2014 | 16. Mai       | „Overdose“ (EXO-K)                   |
| 2014 | 31. Mai       | „Overdose“ (EXO-K)                   |
| 2015 | 2. Januar     | „December, 2014 (The Winter's Tale)“ |
| 2015 | 10. April     | „Call Me Baby“                       |
| 2015 | 17. April     | „Call Me Baby“                       |
| 2015 | 24. April     | „Call Me Baby“                       |
| 2015 | 1. Mai        | „Call Me Baby“                       |
| 2015 | 12. Juni      | „Love Me Right“                      |
| 2015 | 19. Juni      | „Love Me Right“                      |
| 2015 | 18. Dezember  | „Sing for You“                       |
| 2015 | 25. Dezember  | „Sing for You“                       |
| 2016 | 1. Januar     | „Sing for You“                       |
| 2016 | 17. Juni      | „Monster“                            |
| 2016 | 24. Juni      | „Monster“                            |
| 2016 | 1. Juli       | „Monster“                            |
| 2016 | 26. August    | „Lotto“                              |
| 2016 | 2. September  | „Lotto“                              |
| 2016 | 30. Dezember  | „For Life“                           |
| 2017 | 28. Juli      | „Ko Ko Bop“                          |
| 2017 | 4. August     | „Ko Ko Bop“                          |
| 2017 | 15. September | „Power“                              |
| 2017 | 22. September | „Power“                              |

### Show! Music Core
| Jahr | Datum        | Lied                   |
| ---- | ------------ | ---------------------- |
| 2013 | 15. Juni     | „Wolf“                 |
| 2013 | 24. August   | „Growl“                |
| 2013 | 31. August   | „Growl“                |
| 2013 | 7. September | „Growl“                |
| 2013 | 14. Dezember | „Miracles in December“ |
| 2013 | 21. Dezember | „Miracles in December“ |
| 2014 | 17. Mai      | „Overdose“ (EXO-M)     |
| 2014 | 24. Mai      | „Overdose“ (EXO-M)     |
| 2015 | 11. April    | „Call Me Baby“         |
| 2015 | 18. April    | „Call Me Baby“         |
| 2015 | 25. April    | „Call Me Baby“         |
| 2015 | 2. Mai       | „Call Me Baby“         |
| 2015 | 13. Juni     | „Love Me Right“        |
| 2015 | 20. Juni     | „Love Me Right“        |
| 2015 | 27. Juni     | „Love Me Right“        |
| 2017 | 5. August    | „Ko Ko Bop“            |
| 2017 | 12. August   | „Ko Ko Bop“            |

### Inkigayo
| Jahr | Datum         | Lied                   |
| ---- | ------------- | ---------------------- |
| 2013 | 16. Juni      | „Wolf“                 |
| 2013 | 18. August    | „Growl“                |
| 2013 | 25. August    | „Growl“                |
| 2013 | 1. September  | „Growl“                |
| 2013 | 15. Dezember  | „Miracles in December“ |
| 2013 | 22. Dezember  | „Miracles in December“ |
| 2014 | 18. Mai       | „Overdose“             |
| 2014 | 25. Mai       | „Overdose“             |
| 2014 | 1. Juni       | „Overdose“             |
| 2015 | 5 avril       | „Call Me Baby“         |
| 2015 | 12. April     | „Call Me Baby“         |
| 2015 | 19. April     | „Call Me Baby“         |
| 2015 | 21. Juni      | „Love Me Right“        |
| 2016 | 19. Juni      | „Monster“              |
| 2016 | 26. Juni      | „Monster“              |
| 2016 | 28. August    | „Lotto“                |
| 2016 | 4. September  | „Lotto“                |
| 2017 | 30. Juli      | „Ko Ko Bop“            |
| 2017 | 6. August     | „Ko Ko Bop“            |
| 2017 | 17. September | „Power“                |

### Global Chinese Music
| Jahr | Datum   | Lied               |
| ---- | ------- | ------------------ |
| 2014 | 10. Mai | „Overdose“ (EXO-M) |
| 2014 | 17. Mai | „Overdose“ (EXO-M) |